# بات أوكونور (ملاكم)
بات أوكونور (بالإنجليزية: Pat O'Connor) (1950 - 23 مايو 2025) هو ملاكم أمريكي، صنّف ضمن فئة الوزن الثقيل الخفيف ‏.

## روابط خارجية
- بات أوكونور على موقع بوكس ريك (الإنجليزية) (registration required)